# ФиОС
ФиОС (Fiber Optic Service) је ФТТП сервис, доступан за сада само у Сједињеним Америчким Државама. Фиос може да развије брзину даунлоудовања чак и до 50 Mbps, а аплоудовања до 20 Mbps. Предводници овог сервиса су компаније Веризон и СБЦ, за које се користи оптички кабл.